# ني كارلسبرغ غليبتوتيك
ني كارلسبرغ غليبتوتيك هو متحف للفنون يقع في كوبنهاغن،الدنمارك.يزور المتحف أكثر من 300 ألف زائر سنوياً.